# Джеймі Лінн Спірс
Джеймі Лінн Марі Спірс (англ. Jamie Lynn Marie Spears; нар. 4 квітня 1991 ) — американська акторка і співачка. Молодша сестра Брітні Спірс. Головна спеціалізація — молодіжні телесеріали та інші проєкти під керівництвом компанії Walt Disney Pictures, де вона здобула популярність на каналі Nickelodeon. Здобула скандальну популярність, коли погодилися дати з матір'ю інтерв'ю американському таблоїду OK! за 1 млн доларів США, під час якого 18 грудня 2007 року вони оголосили про 3-місячну вагітність 16-річної Джеймі Лінн.

## Біографія
Джеймі Лінн Спірс народилася 4 квітня 1991 року в місті Маккомб (штат Міссісіпі), виросла в штаті Луїзіана в сім'ї Лінн та Джеймса Спірс. Джеймі Лінн — молодша дитина в сім'ї, крім сестри Брітні, у неї є брат Браян.
Першу роль у кіно Спірс зіграла у 2002 році у фільмі «Перехрестя». У 2002—2004 роках брала участь у шоу All That на дитячому каналі Nickelodeon. Після двох сезонів вона залишила шоу для участі у підлітковому телесеріалі «Зоуї 101». Спірс також виконала заголовну пісню серіалу Follow Me. «Зоуї 101» одразу став популярним серед підлітків. У 2005 році він був номінований на «Еммі», а в 2006 році на церемонії Nickelodeon Kids' Choice Awards Спірс перемогла в номінації «найкраща телевізійна акторка». У 2005 році отримала премію «Молодий Голлівуд».
7 листопада 2011 року відбувся дебютний концерт Джеймі Лінн у місті Нашвілл, на якому вона виконала власні пісні у стилі кантрі.
25 листопада 2013 вийшов дебютний сингл співачки «How Could I Want More». 27 травня 2014 року було випущено дебютний альбом The Journey.

## Особисте життя

### Стосунки та діти
У 2005—2010 роки Джеймі Лінн зустрічалася з Кейсі Олдріджем, з яким була також заручена з 2008 по 2009 рік. Колишня пара має доньку — Медді Браян Олдрідж (нар. 19.06.2008).
З 14 березня 2014 року Джеймі Лінн одружена з бізнесменом Джеймі Вотсоном, з яким зустрічалася три роки до весілля. У подружжя є дочка — Айві Джоан Вотсон (нар. 11.04.2018).
5 лютого 2017 року 8-річна дочка Джеймі Лінн, Медді, серйозно постраждала в аварії на мотовсюдиході, коли транспорт перекинувся і впав у воду і дівчинка кілька хвилин провела під водою; за повідомленнями, вона перебувала в критичному стані, але в результаті одужала.

### Вагітність
18 грудня 2007 американський журнал OK! Magazine опублікував інтерв'ю з 16-річної Спірс, в якому та розповіла, що вагітна. Батьком дитини був 18-річний на той час Кейсі Оллрідж (нар. 29 квітня 1989), з яким Спірс зустрічалася вже кілька років. Мати співачки Лінн Спірс відразу потрапила під обстріл критичної преси за те, що дозволяла 18-річному хлопцеві доньки ночувати вдома. До цього її вже неодноразово критикували за те, що свого часу не допомогла Брітні впоратися з її життєвими негараздами. Сама Джеймі заявила, що народжуватиме в рідному Кентвуді (Луїзіана), оскільки хоче для майбутньої дитини спокійного майбутнього.
Попри чутки, що у зв'язку з вагітністю Спірс Nickelodeon припинить зйомки серіалу Zoey 101, представники телеканалу заявили, що серіал буде в ефірі принаймні ще один сезон.

## Фільмографія
| Рік       |    | Українська назва | Оригінальна назва                   | Роль                   |
| --------- | -- | ---------------- | ----------------------------------- | ---------------------- |
| 2002      | ф  | Перехрестя       | Crossroads                          | Люсі Вагнер у 10 років |
| 2002—2004 | с  | Різна всячина    | All That                            |                        |
| 2006      | в  |                  | Zoey 101: Spring Break-Up           | Зоуї Брукс             |
| 2008      | с  |                  | Miss Guided                         | Менді Фернер           |
| 2005—2008 | с  | Зоуї 101         | Zoey 101                            | Зоуї Брукс             |
| 2008      | мф |                  | The Goldilocks and the 3 Bears Show | Goldilocks             |
| 2020      | с  | Солодкі магнолії | Sweet Magnolias                     | Норін Фіцгіббонс       |

## Дискографія
- The Journey (2014)

## Нагороди
| Рік  | Номінована робота | Нагорода                                                       | Результат |
| ---- | ----------------- | -------------------------------------------------------------- | --------- |
| 2005 | -                 | Молодий Голівуд                                                | Перемога  |
| 2006 | Зоуї 101          | Nickelodeon Kids' Choice Awards — Найкраща телевізійна акторка | Перемога  |